# 郑之侨 (乾隆进士)
郑之侨（1707年—1784年），字茂云，号东里，广东潮阳县举练都金浦（今潮阳区金浦街道）人。清乾隆二年（1737年）中进士，授江西铅山县令，建鹅湖书院。继而弋阳县令。在饶州府同知任上建濂溪书院。之后历任广西柳州府知府，湖南宝庆(今邵阳市)知府，山东济东泰武道员，湖广安襄郧兵备道（今湖北之安陆、襄阳、郧阳三地区，当时各为府）。致仕后家居近20年，其府第今存。

## 著述
- 《东里公文存》
- 《农桑易知录》三卷
- 《六经图》二十四卷
- 《鹅湖讲学汇编》十二卷
- 《濂溪书院劝学篇》六卷
- 《铅山县志》十五卷
- 《宝庆府志》八十四卷